# فيرجيل فيرغسون
فيرجيل فيرغسون (بالإنجليزية: Virgil Ferguson)‏ (و. 1844 – 1912 م) هو محام، سياسي من الولايات المتحدة الأمريكية .

## التعليم
تعلم في جامعة شيكاغو.